# گایانه هوهانیسیان
گایانه رازمیکی هوهانیسیان (ارمنی: Գայանե Ռազմիկի Հովհաննիսյան؛ زادهٔ ۶ مارس ۱۹۶۵) زبان‌شناس، استاد دانشگاه و دکتر علوم فلسفه و زبان‌شناسی اهل ارمنستان است که در کالج فناوری عالی در مسقط، عمان فعالیت می‌کند.

## زندگی‌نامه
وی در ۶ مارس ۱۹۶۵ در ایروان به دنیا آمد و از دانشگاه دولتی زبان‌ها و علوم اجتماعی بروسوف ایروان فارغ‌التحصیل شد. از سال ۱۹۹۶ تا ۲۰۰۱ وی رشته‌های ادبیات انگلیسی و روان‌شناسی زبان را در دانشکده زبان‌های رومی و ژرمنی دانشگاه دولتی ایروان تدریس نموده‌است.